# Philostorge
Philostorge (en grec ancien : Φιλοστόργιος), né vers 364 ou 368, mort en 433, est un historien grec du Ve siècle, de tendance arienne, auteur d’une Histoire Ecclésiastique : cette œuvre, dont nous n’avons que des fragments, voulait faire suite à celle d’Eusèbe.
Natif de Borissos en Cappadoce, Philostorge vient s'installer à Constantinople à l'âge de vingt ans et y devient un disciple de l'arien Eunome. Son Histoire ecclésiastique en douze livres, couvrant la période 324-425, est la seule qui nous ait conservé le point de vue des ariens (au sens large du terme) sur les événements qui ont affecté l'Église au IVe siècle. Elle ne nous est pas parvenue entière, mais d'une part par un abrégé rédigé par le patriarche byzantin Photios, d'autre part par d'importants extraits figurant dans la Souda et dans quelques autres textes d'époque byzantine (notamment la Passio Artemii, hagiographie d'époque incertaine, une Vie de Constantin anonyme, et le Trésor de l'orthodoxie de Nicétas Choniatès).
Des fragments conservés de l'Histoire ecclésiastique indiquent qu'il avait écrit également une Réfutation de Porphyre et un Éloge d'Eunome, mais il n'en est rien resté.